# Аляскинский лось
Аляскинский лось (лат. Alces americanus gigas) — подвид американского лося, обитающий в Северной Америке на территориях от Аляски до западного Юкона. Самый крупный подвид в роде. Населяет бореальные леса и смешанные лиственные леса на большей части Аляски и большей части Западного Юкона. Как и все лоси обычно одинок, но иногда образует небольшие стада.

## Питание
Аляскинские лоси имеют сходный рацион с другими подвидами лосей, состоящий из наземной растительности и побегов с деревьев, таких как ива или береза. Лоси Аляски ежедневно потребляют около 9770 килокалорий (эквивалент 32 кг растительной массы). Аляскинские лоси не имеют верхних передних зубов, но имеют восемь острых резцов на нижней челюсти. У них жесткий язык, десны и губы приспособленные для пережёвывания древесной растительности.

## Размер и вес
Самец аляскинского лося может достигать более 2,1 м в холке и весить более 635 кг. Рога в среднем имеют размах 1,8 м. Самка аляскинского лося высотой в среднем 1,8 м в холке и может весить около 478 кг. Самый большой лось был застрелен в западном Юконе в сентябре 1897 года, он весил 820 кг и был 2,33 м в холке. Аляскинский лось вместе с чукотским лосем, сопоставим с вымершим ирландским лосем, как самым крупным из лосей всех времен.

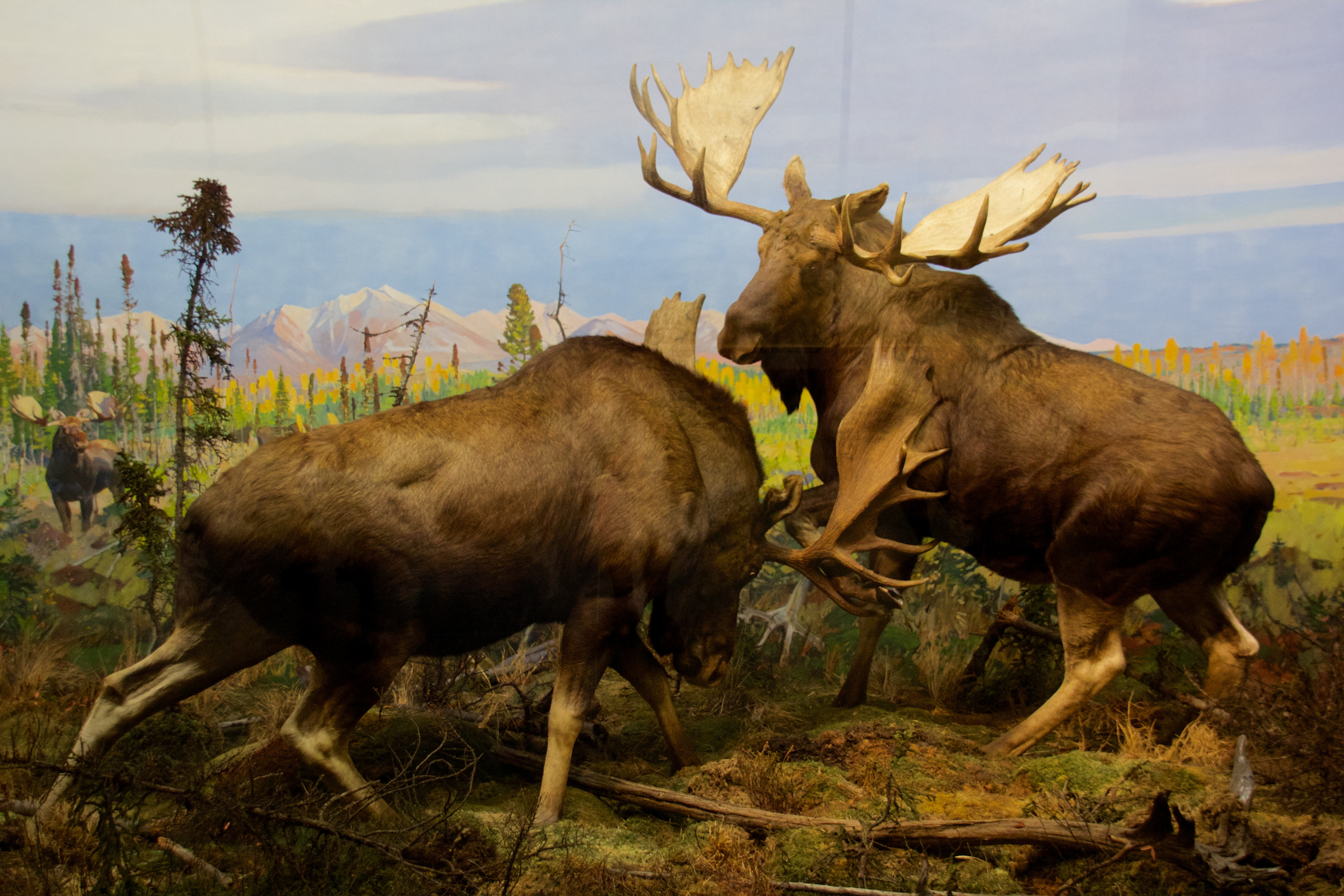
Диорама в американском музее естественной истории в Нью-Йорке

## Размножение
Аляскинские лоси не имеют социальных связей друг с другом и вступают в контакт только для спаривания, или в случае двух лосей-быков, для брачных турниров. Хотя самец лося обычно не агрессивен по отношению к людям, во время брачного сезона он может атаковать любое существо, с которым встретится, включая людей, волков, других оленей или даже медведей. Во время брачного боя, рога самцов могут сцепиться, и оба лося, как правило, умирают от голода. Самец лося издает тонкий брачный зов, чтобы привлечь самку и отпугнуть других самцов. Если самец лося проигрывает другому самцу, ему приходится ждать еще год до следующего сезона спаривания. Спаривание проходит каждый год осенью и зимой. Самки обычно производят одного или двух детёнышей. Примерно в 10—11 месяцев лосята покидают своих матерей и начинают заботиться сами о себе.

## Охота
На лосей охотятся каждый год осенью и зимой, добывая их для еды или как спортивный трофей. Обычно используют огнестрельное оружие, но могут применять и луки.